# Thor (Schiff, 2010)
Die Thor ist ein für das Aufstellen von Windenergieanlagen (WEA) in Offshore-Windparks gebautes Arbeitsschiff. Das Schiff war als Hubinsel gebaut und wurde später durch die Nachrüstung eines dieselelektrischen Antriebs zu einem Errichterschiff.

## Geschichte
Die Thor wurde 2009/2010 unter der Baunummer 1110 auf der Crist-Werft in Gdynia gebaut. Der Rumpf wurde von Stocznia Gdynia zugeliefert. Die Kiellegung fand am 23. März 2009, der Stapellauf am 13. Juli 2009 statt. Die Fertigstellung erfolgte am 14. Mai 2010. Der Bau der Hubinsel kostete rund 75 Mio. Euro.
Eigner der Thor war zunächst HGO InfraSea Solutions. 2022 hat DEME Offshore das Schiff an die deutsche Reederei Harren & Partner verkauft.

## Einsatz
Das Schiff war seit Mai 2010 in der Nordsee im Einsatz. Es war zunächst für den Bau des Offshore-Windparks BARD Offshore 1 verchartert.
Die Hubinsel wurde mit gehobenen Standbeinen von Schleppern auf die gewünschte Position verfahren, wo dann die Beine abgesenkt wurden. Durch Aufnahme von Ballastwasser und durch Anheben der Plattform über den Meeresspiegel wird Druck auf die Beine ausgeübt. So entsteht eine fest mit dem Meeresboden verbundene Plattform. Die Beine sinken circa zwei Meter ins Sediment am Meeresboden ein. Drei Stunden dauert es, die Beine schrittweise auszufahren. Die Thor wurde so selten wie möglich zum Basishafen geschleppt. Die WEA-Bauteile wurden per Schiff angeliefert und mit dem Kran an Deck geholt.
Ab Februar 2013 war die Thor für die Aufstellung der WEA im OWP Global Tech I vorgesehen, konnte diesen Einsatzzweck jedoch erst ab September erfüllen. Sie konnte mit dem nachgerüsteten Antrieb beladen mit Turmsegmenten, Turbinen und Rotoren der Windenergieanlagen die circa 100 Kilometer vom Basishafen zum Windpark-Baufeld Global Tech I pendeln.

## Technische Daten und Ausrüstung
Jedes der vier Standbeine ist 82 Meter lang und wiegt 530 Tonnen. An jedem Fuß befindet sich ein Teller mit über acht Metern Durchmesser, damit die Beine nicht so stark in das Sediment am Meeresboden einsinken. Bei voller Beladung kann die Thor bis zu 10.000 Tonnen schwer sein.
An Bord befinden sich zwei Kräne. Der Ausleger des Liebherr-Schwerlastkrans ist 87 Meter lang. Er kann bei einer Auslage von 15 Meter bis zu 500 Tonnen heben. Als zweiter Kran befindet sich ein kleinerer Arbeitskran an Deck. Er hebt bis zu 4 Tonnen bei einer Auslage von 20 Metern. Oberhalb der Aufbauten am Bug befindet sich eine Hubschrauber-Landeplattform. An Bord sind Unterkünfte für 48 Personen vorhanden.
Bis Anfang 2013 hatte die Thor lediglich zum Manövrieren an allen vier Ecken je einen Ruderpropeller, der von je einem Elektromotor mit einer Leistung von 750 kW angetrieben wird.
2013 wurde das Schiff im Kaiserhafen in Bremerhaven zum Errichterschiff umgebaut und mit einem eigenen Antrieb versehen. Dazu wurde die Konfiguration der Propellergondeln verändert. Von den vorhandenen Propellergondeln wurden zwei entfernt und durch zwei neue Propellergondeln ersetzt. Die neuen Propellergondeln werden von Elektromotoren mit jeweils 2560 kW Leistung angetrieben. Für die Stromerzeugung der beiden neuen Propellergondeln wurden Generatoren installiert, die von zwei MTU-Dieselmotoren des Typs 16V4000M73 angetrieben werden. Für die Stromerzeugung der anderen beiden Propellergondeln und für die Versorgung des Bordnetzes stehen fünf von Cummins-Motoren angetriebene Generatoren sowie ein ebenfalls von einem Cummins-Motor angetriebener Notgenerator zur Verfügung. Verwendet wurden Motoren der Baumuster KTA50-D(M1) (drei Stück), KTA38-D(M1) (ein Stück) und KTA19-D(M1) (zwei Stück, einer davon für den Antrieb des Notgenerators).